# 泰西水法
《泰西水法》是明朝末年傳教士熊三拔口授、徐光啟編譯的一本有關介紹水力學和相關工程的書籍，內容涉及水庫介紹、如何鑿井等知識。全書完成於1612年，共有6卷。